# Estació d'enllaç (sèrie de televisió)
Estació d'enllaç és una sèrie de televisió dramàtica ambientada a la dècada dels 90 a una estació de tren de Barcelona. En aquest entorn, un seguit de personatges fixos, habituals, conviuen amb esporàdics, que serveixen d'excusa argumental. La sèrie fou produïda per Televisió de Catalunya, amb els guions de Jaume Cabré i Piti Español. La sèrie consta d'un total de 140 episodis i va ésser emesa per primer cop entre els anys 1994 i 1999. Cada capítol dura entre 45 i 50 minuts.

## L'ambient
Els esdeveniments d'Estació d'enllaç se centren al vestíbul d'una estació de tren d'una metròpoli en l'interval de temps que va de les 5 de la vesprada a les 11 de la nit. Sense tenir les dimensions de l'Estació de Sants o l'Estació de França, la situació s'ambienta en una estació més menuda, d'enllaç, com l'estació de Passeig de Gràcia o Fabra i Puig. Per l'estació hi passen trens de llarg recorregut i també hi ha un enllaç amb l'aeroport i el metro. Fora del recinte hi ha una parada de taxis i una estació d'autobusos.
L'escenari principal de la sèrie és el vestíbul de l'estació, la zona comercial, lloc on estan ubicats alguns establiments importants en el transcurs de la sèrie:
- El bar
- El quiosc
- La casa del cap d'estació
- El despatx del cap d'estació
- La casa de la mestressa de la botiga
- La botiga de souvenirs i la rebotiga

## Personatges
Els personatges principals d'Estació d'enllaç són:
- Manel Garcia (Josep Maria Pou)
- Glòria Canales (Mercè Arànega)
- Eduard Badia (Ramon Madaula)
- Pere Comes (Carles Sales)
- Fina Llopis (Marta Angelat)
- Tomàs Garcia (Fermí Casado)
- Ester Valls (Laia Marull)
- Laura Valls (Aina Clotet)
- Teresa Solsona (Àngels Poch)[4]
- Mesa (Pere Raich)
- Berta Garcia (Glòria Cano)
- Jan Schejbal (Pep Pla)
- Toni Massagué (Santi Ricart)
- Elena (Savina Figueras-Jansana)
- Raquel (Laia Castrillo)
- Rosa (Pepa Arenós)
- Arnau Manovens (Francesc Orella)
- Rut Llopis (Eufèmia Roman)
- Xavier Estradé (Francesc Garrido)